# Molophilus sublateralis
Molophilus sublateralis là một loài ruồi trong họ Limoniidae. Chúng phân bố ở miền Australasia.